# Edmondson (Arkansas)
Edmondson è un comune degli Stati Uniti d'America, situato in Arkansas, nella contea di Crittenden. Secondo il censimento del 2020 gli abitanti di Edmondson ammontavano a 243.